# Riosucio (ort i Chocó)
Riosucio är en ort i Colombia.   Den ligger i departementet Chocó, i den nordvästra delen av landet, 500 km nordväst om huvudstaden Bogotá. Riosucio ligger 3 meter över havet och antalet invånare är 7 163.
Terrängen runt Riosucio är mycket platt. Runt Riosucio är det mycket glesbefolkat, med 4 invånare per kvadratkilometer. Det finns inga andra samhällen i närheten. I omgivningarna runt Riosucio växer i huvudsak städsegrön lövskog.